# Labotnica
Lavant (slovenski: Labotnica) je rijeka u Koruškoj duga 64 km, sjeverna pritoka rijeke Drave.

## Karakteristike
Rijeka Lavant izvire na obroncima planine Zirbitzkogel (2396 m, Seetalerske Alpe) u Štajerskoj, 
Od tamo teče kroz istočni dio Koruške između planinskih masiva Saualpe i Koralpe, a ulijeva se u rijeku Dravu u blizini Lavamünda.
U svom gornjem dijelu Lavant je planinska rijeka, s uskom dolinom, tu ima 10 km dugu klisuru koja se proteže od Twimberga sve do Sankt Gertrauda (503 m). To je kraj bogat je šumama i travnjacima, tu se nalazi Reichenfels (809 m) 
bivši rudarski grad. 
U svom donjem dijelu Lavant teče kroz široku otvorenu, gusto naseljenu dolinu, koju zovu - Koruški raj zbog blage klime i cvjetajuće
poljoprivrede (pšenica, voće). 
Grad Wolfsberg koji leži na nadmorskoj visini od 463 metara, je ekonomski centar doline.  
Jedna od rijetkih austrijskih konusnih bazaltnih planina leži pored Sankt Paula (412 m). 
Dolina Lavanta je dio Okruga Wolfsberg, a to je područje od 973 km², u kom živi 53,464 stanovnika.) 
Željeznička pruga Zeltweg - Lavamünd u Lavantskoj dolini povezuje korušku željezničku mrežu s prugom - Sankt Paul - Bleiburg u Dolini Jaunt. 
Austrijski Južni autoput A2 jednim dijelom prolazi kroz Lavantsku dolinu od Twimberga do Sankt Andrä.

## Vanjske poveznice
- Lavant, Fluss (engl.)